# لیتلدین
لیتلدین (به انگلیسی: Littledean) یک روستا و محله مدنی در بریتانیا است که در منطقه Forest of Dean واقع شده‌است. لیتلدین 1832 نفر جمعیت دارد.